# 菲什斯埃迪 (紐約州)
菲什斯埃迪（英語：Fishs Eddy）是位於美國紐約州特拉華縣的非建制地區。

## 歷史
菲什斯埃迪的郵局自1873年營運至今。

## 地理
菲什斯埃迪所處的海拔為高於海平面300米（即984英呎），而該地所採用的時區為UTC-5，即北美东部时区（EST）。同時該地設有夏令時間，為UTC-5調快一小時，即UTC-4（EDT）。